# Museum Oskar Reinhart am Römerholz
Museum Oskar Reinhart am Römerholz – szwajcarskie muzeum sztuki znajdujące się w Winterthur w kantonie Zurych.
Zbiory muzeum pochodzą z kolekcji Oskara Reinharta (1885-1965) i zawierają głównie dzieła malarskie XIX-wiecznych francuskich artystów. Dzieła szwajcarskich, austriackich i niemieckich malarzy znajdują się w Museum Oskar Reinhart am Stadtgarten, również w Winterthur. Oba muzea należą do Fundacji Oskar Reinhart.